# Consolidated PB4Y Privateer
Le  Consolidated PB4Y est un avion de patrouille maritime dérivé du B-24 Liberator. Quadrimoteur, doté d'un rayon d'action d'environ 4 500 km à une vitesse de croisière de 380 km/h, avec un équipage de 11 personnes, le PB4Y-2 apparaît en 1943.

## Conception
Le PB4Y, quadrimoteur de patrouille maritime, est le successeur de l'hydravion de patrouille maritime PBY Catalina, conçu avant la guerre. L'expérience des combats de la Seconde Guerre mondiale a mis en évidence les limites du PBY Catalina en matière d'autonomie, d'armement défensif et de charge offensive. Ces limites ne sont pas inhérentes à l'appareil lui-même, de conception parfaite, mais au cahier des charges auquel il répond. Au cours de l'année 1942, entre juillet et août, l'US Navy rédige donc un nouveau cahier des charges. Ce document demande un hydravion capable d'emporter 2 500 kg de bombes ou de charges de profondeur à une distance de 4 200 km. Pour répondre à ces spécifications, les ingénieurs de Consolidated doivent concevoir un projet entièrement nouveau, car il apparait rapidement qu'aucune modification de la cellule du PBY Catalina ne pourrait porter ses performances à un tel niveau.
Afin de tirer parti des installations existantes, ce qui présente l'avantage de réduire le délai de livraison et le coût de fabrication en série, le bureau d'études de Consolidated choisit de baser son projet sur son appareil « vedette », le B-24 Liberator, le bombardier le plus fabriqué de la Seconde Guerre mondiale, avec 18 000 exemplaires. Ce serait donc un avion basé à terre, et non plus un hydravion comme le PBY Catalina. Le point fort du B-24 Liberator est son aile effilée à profil laminaire conçu par l'ingénieur Davis. L'aile Davis présente de gros avantages. Sa conception et sa structure (elle est de grande envergure et peu épaisse) réduisent les phénomènes de traînée et augmentent le rayon d'action. Entièrement dessiné autour de cette aile pour une efficacité maximale du profil alaire, le fuselage comprend deux soutes à bombes, chacune aussi large que la soute du Boeing B-17, son seul concurrent à l'époque dans la catégorie des bombardiers lourds quadrimoteurs. En dépit de sa charge offensive double, le B-24 a une autonomie supérieure au B-17.

### PB4Y-1
Consolidated a déjà produit, au début de la guerre, des B-24D navalisés désignés PB4Y-1 Liberator pour les patrouilles au large des côtes américaines. En effet, le rayon d'action du B-24 Liberator le désigne pour les missions maritimes. L’US Army Air Force et l’US Navy ont suivi avec intérêt l'utilisation par le Coastal Command de la RAF de Liberator Mk.I. Leur rayon d'action de 3 860 kilomètres dépasse en effet celui des hydravions Short Sunderland (2 090 km). Lorsqu'ils entrent en guerre, en décembre 1941, les États-Unis estiment avoir plus besoin dans l'immédiat de bombardiers que d'avions de patrouille maritime. Les sous-marins nazis s'empressent de les détromper. L’hécatombe de navires marchands qu'ils provoquent sur la côte atlantique des États-Unis, au début de 1942, pose de façon pressante le problème de la mise en œuvre d’avions patrouilleurs. La confusion est aggravée par la controverse qui règne entre l’US Navy et l'USAAF au sujet de la responsabilité de la défense du littoral américain. Pendant la plus grande partie de 1942, l'USAAF assure seule la protection des côtes, puis l’US Navy prend en compte des B-24D modifiés, possédant dans la pointe avant une tourelle boule Aerco armée de deux mitrailleuses calibre .50 (12,7 mm). Ces avions, désignés PB4Y-1, sont construits à 977 exemplaires. À partir de fin 1942, lorsque l’US Navy, ayant enfin obtenu gain de cause, prend la responsabilité totale des actions aéronavales, ils permettent de neutraliser les sous-marins nazis qui infestent l'Atlantique. Dans le Pacifique, ils servent comme patrouilleurs, et parfois comme bombardiers aux côtés des B-24 de l'USAAF.

### PB4Y-2
En mai 1943, une note officielle demande à Consolidated d’étudier une version modifiée expressément pour l’US Navy, désignée PB4Y-2 et surnommée Privateer (« corsaire »). Tout en conservant les ailes du B-24, le PB4Y-2 présente un fuselage, des plans de sustentation et des nacelles de moteurs tout à fait différents. Il reprend plusieurs innovations introduites sur des modèles Consolidated précédents.
Comme l'expérience des équipages le fait ressortir, le B-24 est un avion très instable. Les ingénieurs de Consolidated, conscients de ce défaut majeur dès 1942, ont expérimenté un Liberator monodérive, en transformant un B-24D en B-24ST (« Single Tail »). Tirant les leçons de ces expérimentations, ils décident de redessiner complètement l'arrière de l'appareil, qui prend la désignation de B-24K. La dernière version à venir du Liberator, B-24N est prévue pour intégrer cette modification et une présérie de sept exemplaires (YB-24N) voit le jour, mais qui ne mènera finalement pas au stade de la production en série. La dérive unique de grandes dimensions, très haute et au bout effilé, du B-24N est néanmoins reprise sur le Privateer.
Du B-24N, il reprend aussi la même tourelle arrière à entraînement électrique Consolidated. Comme le PB4Y-1 Liberator, il a à l’avant une tourelle-boule à entraînement électrique Aerco, orientable dans toutes les directions. Comme le PBY Catalina, il a deux postes de tir latéraux, un de chaque côté, isolés de l’extérieur par une vitre de Plexiglas ovale, avec un orifice pour laisser passer le canon de la mitrailleuse. De plus, il possède deux tourelles dorsales Martin. Chaque tourelle est armée de deux mitrailleuses Browning M2 calibre .50 (12,7 mm), et chaque poste de tir latéral d’une seule mitrailleuse. Le PB4Y-2 est donc armé de six tourelles de mitrailleuses jumelées de 12,7 mm. Il peut emporter dans ses soutes plus de quatre tonnes de bombes.

## Engagements

### Seconde Guerre mondiale
Dans le théâtre du Pacifique, les PB4Y-1 ont été utilisés pour la reconnaissance photographique et pour la patrouille maritime par l'US Navy et l'United States Marine Corps Aviation. Son fort armement, généralement de huit mitrailleuse de 12,7 mm   a conduit à de nombreuses rencontres air-air avec des avions japonais par des pilotes libérateurs agressifs. Le vol à la plupart des avions uniques, des recherches à longue portée, le Patrol Bombing Squadron (VPB) 104, avec 15 PB4Y-ls et 18 équipages, a été crédité d'avoir abattu 39 avions ennemis au cours d'une période de six mois. 
Commandé en avril 1943, le PB4Y-2 Privateer est livré à l'US Navy à 736 exemplaires entre mars 1944 et octobre 1945. Il est assez peu utilisé dans les derniers combats dans le Pacifique, en dépit de ses évidentes qualités, qui en font un adversaire redoutable pour les sous-marins et les navires de surface japonais. Il participe aux Fleet Barrier Patrols, ces opérations consistant à créer entre les flottes japonaise et américaine un rideau de protection infranchissable. Ses attaques à basse altitude sèment la terreur chez les Japonais, tant elles sont destructrices. Pour ces actions, certains équipages ont renforcé son armement : aux 4 717 kg de bombes et aux 12 mitrailleuses de 12,7 mm montés en usine, ils ont ajouté deux canons de 20 mm montés artisanalement.
Le bilan des différences versions du PB4Y est de 3 640 sorties (395 en 1943, 1 139 en 1944, 2 106 en 1945), 60 avions abattus par la défense antiaérienne, 28 en combat aérien, 16 accidents en mission, 85 accidents dans d'autres vols, et 72 détruits au sol. Il est crédité de la destruction de 125 bombardiers et 181 chasseurs japonais dans l'immense majorité au sol ou à bord de navires, et a largué 1 293 tonnes de bombes.
Il n'apparaît en masse dans les rangs américains qu'après la fin de la Seconde Guerre mondiale. Il sert néanmoins énormément dans le cadre de la guerre froide où il est utile à l'espionnage de l'URSS par les États-Unis grâce à ses nombreux moyens électroniques embarqués.
Renommé P4Y en 1951, les derniers sont retirés de l’US Navy en 1956. Il ne sert progressivement plus qu'aux US Coast Guard - 5 reçus entre 1944 et 1945 - et à éteindre les feux de forêt, les derniers bombardiers d'eau sont retirés du service après un accident en 2002.

### Guerre d'Indochine
Les Français envisagent l’acquisition de Privateer au début des années 1950. À cette époque en effet, les appareils affectés aux tâches de surveillance maritime datent à peu près tous de la période 1943-1945. Ils sont donc périmés et usés. Les Américains acceptent alors de prélever sur leurs stocks douze PB4Y-2 pris en compte à partir de novembre 1951, qui prennent, en 1951, la désignation P4Y-2.
Durant la guerre d'Indochine, il équipe deux unités de l'Aéronavale française de 1950 à 1955, la flottille 8F renommée 28F, ainsi que la 24F créée en 1954. Ces appareils jouent un rôle important lors de la bataille de Na San et de la bataille de Điện Biên Phủ.
Les premiers Privateer arrivent en Indochine française sur la base de Tan Son Nhut, près de Saïgon, le 24 novembre 1950. Entre cette date et février 1951, l'Aéronavale française en réceptionne une dizaine. Mais l’introduction du nouvel avion ne se fait pas sans problèmes. Il faut recommencer la formation des équipages, qui ont jusque-là opéré sur hydravions PBY Catalina. La flottille 8F est la première à toucher des Privateer.
Les Privateer interviennent dans des opérations de bombardement lors de la bataille de Na San. Le 1er décembre 1952, le Viet-minh se lance en effet à l’assaut de cette importante base aéroterrestre, dont il submerge quelques points d'appui. La flottille 8F est engagée de nuit pour bombarder les assaillants alors qu’ils atteignent les barbelés des positions françaises. Les Privateer effectuent 19 missions du 1er au 8 décembre, dont 10 pour la seule nuit du 1er au 2 décembre. Il y a aussi des missions d’interdiction sur les axes de communication. Ils infligent de lourdes pertes aux troupes du général Giáp, qui doivent reculer et renoncer provisoirement à prendre Na San.
En mars 1954, lors de la bataille de Điện Biên Phủ, la 28F possède huit Privateer. Avec ces effectifs réduits, elle doit assurer une présence constante au-dessus de la cuvette où une importante garnison française se trouve encerclée. Les Privateer bombardent les concentrations de troupes, les positions de DCA et toutes les routes d’accès. Du 13 au 31 mars, ils effectuent 164 missions pour 630 heures de vol. Mais les forces du Viet-minh ne restent pas sans réagir aux attaques aériennes. Leurs canons antiaériens de 37 mm sont d’une redoutable efficacité. Le 12 avril 1954, ils réussissent à abattre un Privateer. L’avion s’écrase dans la jungle et il n’y a aucun survivant. Un second Privateer  sera aussi abattu au-dessus de Diên Biên Phû le 8 mai 1954.
Au mois de mai 1954, une seconde flottille, la 24F, est constituée à Saigon avec dix Privateer. Elle n'est cependant pas engagée, la signature du cessez-le-feu étant intervenue en juillet.

### Guerre d'Algérie
La 28F, rééquipée avec les dix Privateer abandonnés par la 24F, quitte Saigon en mars 1956. Elle doit rejoindre l’Afrique française du Nord et y assurer des missions de maintien de l’ordre. Mais avec les ans, les quadrimoteurs donnent des signes de fatigue. En mai 1957, un de ces appareils, en reconnaissance armée au-dessus des Aurès, accroche un sommet montagneux, faisant une dizaine de victimes. En 1959, ils ont énormément de mal à emporter des charges de bombes peu élevées à des altitudes moyennes. Ils doivent cesser toute activité en décembre 1960 après avoir volé plus de dix mille heures. La participation du Privateer à la guerre d'Algérie est donc réduite.

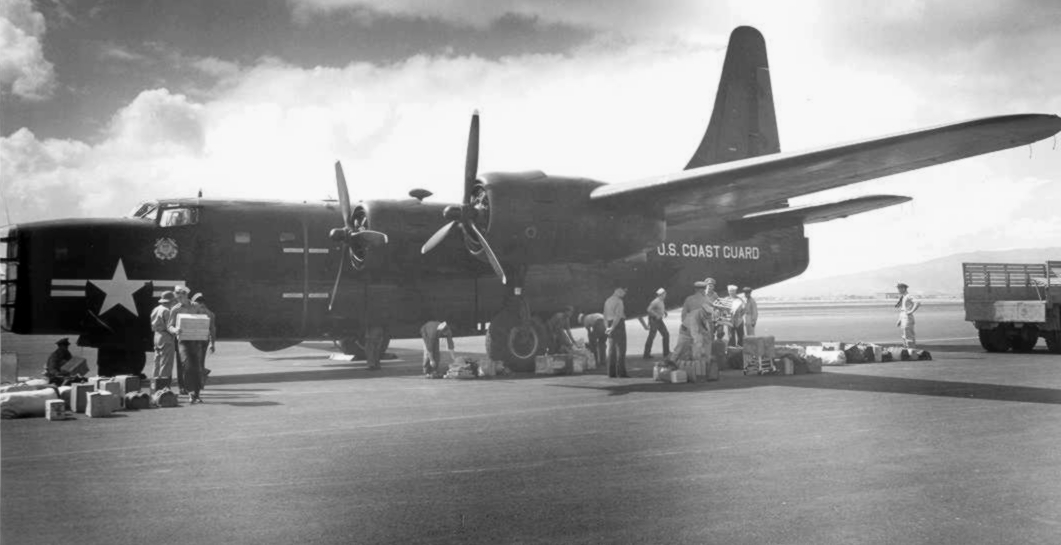
PB4Y aux couleurs de l'US Coast Guard
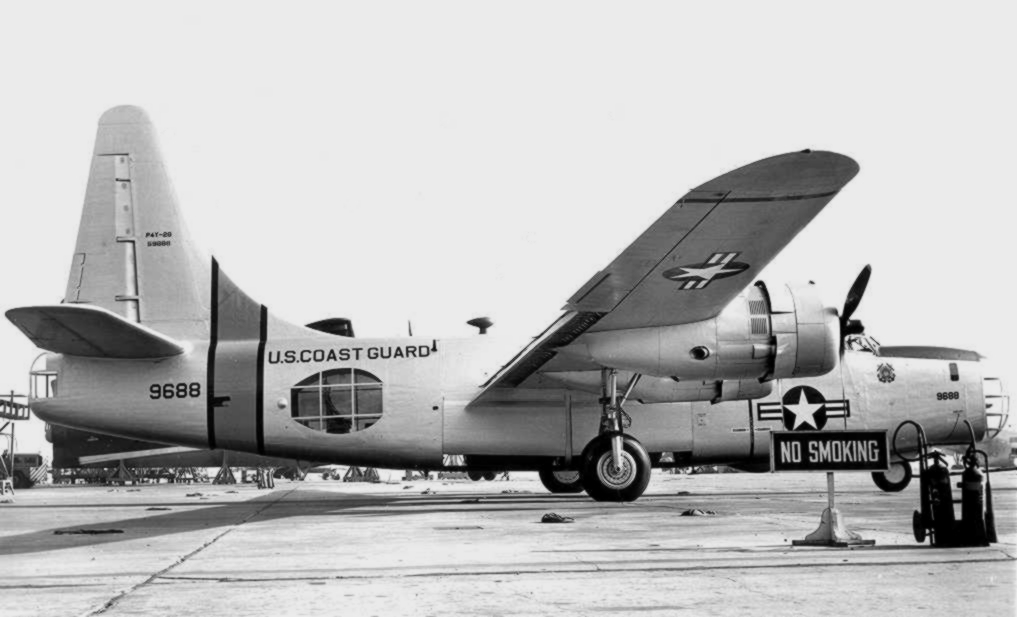
PB4Y au sol